# Webera crassinervis
Webera crassinervis là một loài Rêu trong họ Bryaceae. Loài này được (Lindb.) Paris miêu tả khoa học đầu tiên năm 1898.